# Coal Rock
Der Coal Rock (englisch für Kohlefelsen) ist ein markanter und 1390 m hoher Nunatak im westantarktischen Queen Elizabeth Land. Er ragt 6 km südöstlich des Fierle Peak am südlichen Ende der Forrestal Range in den Pensacola Mountains auf.
Der United States Geological Survey kartierte ihn anhand eigener Vermessungen und Luftaufnahmen der United States Navy aus den Jahren von 1956 bis 1966. Der US-amerikanische Geologe Dwight L. Schmidt benannte sie nach der permischen Kohle, die im Gestein des Nunatak anzutreffen ist.